# Eparchia jużnosachalińska i kurylska
Eparchia jużnosachalińska i kurylska – eparchia Rosyjskiego Kościoła Prawosławnego ze stolicą w Jużnosachalińsku. Jej obecnym zwierzchnikiem jest arcybiskup jużnosachaliński i kurylski Nikanor (Anfiłatow), zaś funkcję katedry pełni sobór Zmartwychwstania Pańskiego w Jużnosachalińsku.
Eparchia powstała 23 lutego 1993 pod nazwą sachalińskiej. Jej pierwszym zwierzchnikiem został biskup jużnosachaliński i kurylski Arkadiusz (Afonin). Dwa lata później wyświęcony został sobór katedralny oraz reaktywowane cerkwie w Aleksandrowsku, Niewielsku i Jużno-Kurilsku. W Korsakowie został powołany do życia męski monaster Opieki Matki Bożej.
Według danych z 2009 eparchia dzieliła się na osiem dekanatów, w ramach których funkcjonowały 52 parafie dysponujące 45 cerkwiami; cztery kolejne były w budowie. Parafie były obsługiwane przez 49 kapłanów.

## Biskupi
- Arkadiusz (Afonin) (23 lutego 1993 – 17 lipca 1997)
- Jonatan (Cwietkow) (1 sierpnia 1997 – 29 grudnia 1999)
- Arkadiusz (Afonin) (29 grudnia 1999 – 17 lipca 2001)
- Marek (Tużykow) (17 lipca – 11 września 2001), locum tenens
- Daniel (Dorowskich) (11 października 2001 – 24 grudnia 2010)
- Tichon (Dorowskich) (23 stycznia 2011 – 4 kwietnia 2019)
- Aksjusz (Łobow) (4 kwietnia 2019 – 13 kwietnia 2021)
- Nikanor (Anfiłatow) (od 13 kwietnia 2021)